# عماد رضا
عماد محمد رضا (به عربی: عماد محمد رضا؛ زادهٔ ۲۴ ژوئیه ۱۹۸۲) بازیکن سابق و مربی کنونی فوتبال اهل عراق است.
او در جام باشگاه‌های جهان ۲۰۰۷ در بازی مقابل ویتاکر یونایتد دو گل برای تیم سپاهان به ثمر رساند و در پایان این مسابقات به‌طور مشترک با فیلیپو اینزاگی از آ.ث. میلان، به عنوان دومین گلزن برتر این مسابقات شناخته‌ شد.
وی در فصل ۸۹–۱۳۸۸ با ۱۹ گل در تیم سپاهان‌، به مقام آقای گلی در لیگ برتر فوتبال ایران نیز دست یافت.
عماد رضا در لیگ برتر خلیج فارس ۷۰ گل به ثمر رسانده است و پس از ادینیو، از نظر تعداد گل، سومین بازیکن خارجی تاریخ لیگ فوتبال ایران می‌باشد.

## تیم ملی فوتبال عراق
وی برای تیم ملی فوتبال عراق ۱۰۱ بازی ملی به انجام رسانده و ۲۶ گل ملی نیز به ثمر رسانده‌است.

## افتخارات
باشگاهی
- لیگ برتر
- قهرمانی در لیگ برتر فوتبال ایران ۸۹-۱۳۸۸ به همراه تیم سپاهان اصفهان
- نایب قهرمانی در لیگ برتر فوتبال ایران ۸۷-۱۳۸۶ به همراه تیم سپاهان اصفهان
- جام حذفی
- قهرمانی در جام حذفی ۸۶-۱۳۸۵ به همراه تیم سپاهان اصفهان
- لیگ قهرمانان آسیا
- نایب قهرمانی در لیگ قهرمانان آسیا ۲۰۰۷ به همراه تیم سپاهان اصفهان

ملی
- قهرمانی فوتبال غرب آسیا
- قهرمانی در مسابقات فوتبال غرب آسیا ۲۰۰۲ به همراه تیم ملی فوتبال عراق
- مقام چهارمی المپیک ۲۰۰۴ آتن در فوتبال

فردی
- آقای گل لیگ برتر ۸۹-۱۳۸۸ به همراه تیم سپاهان اصفهان با ۱۹ گل زده